# Ministrowie spraw zagranicznych Japonii
Minister spraw zagranicznych jest, jak wszyscy pozostali ministrowie, powoływany i odwoływany przez premiera.

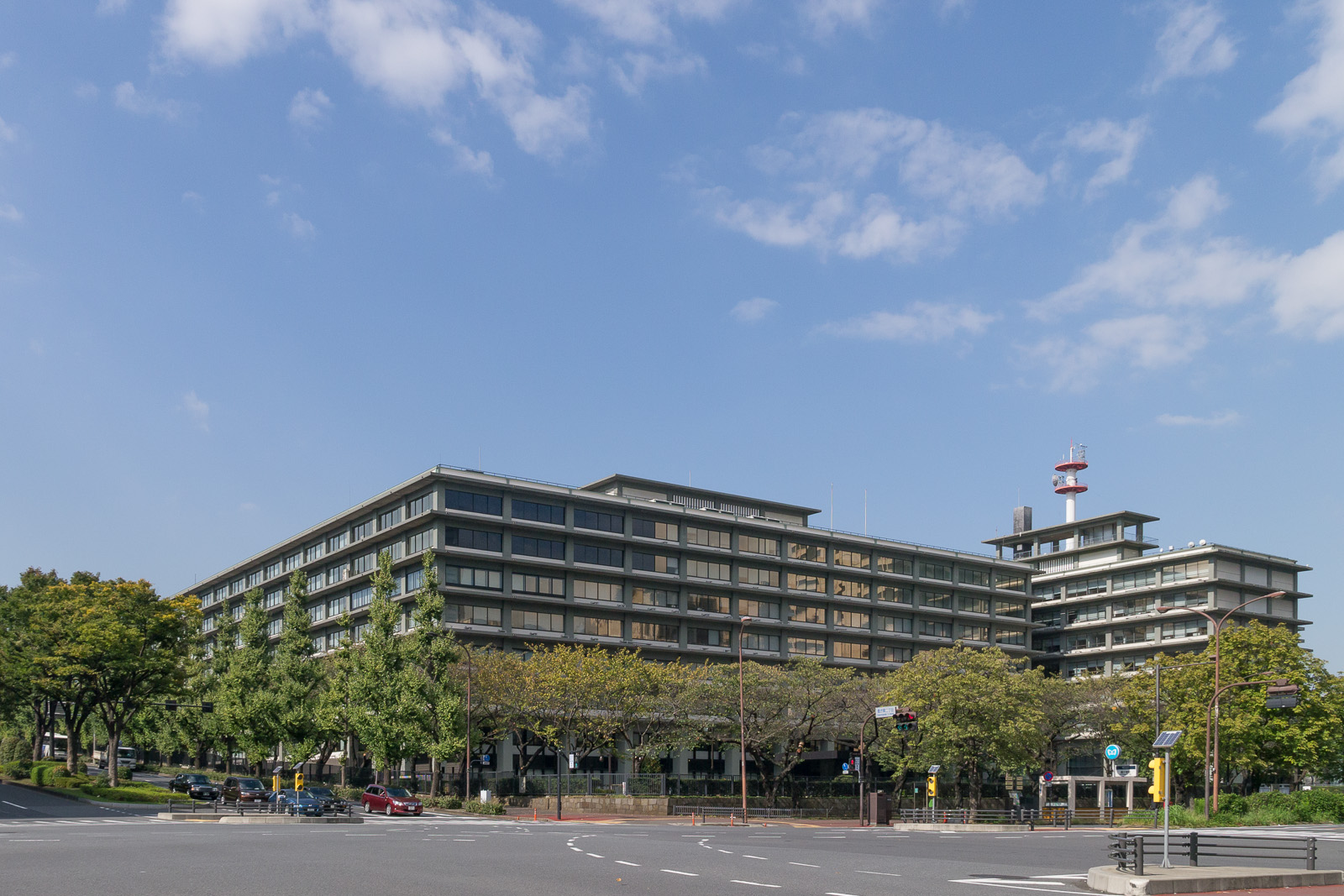
Budynek Ministerstwa Spraw Zagranicznych, Kasumigaseki, Chiyoda-ku, Tokio

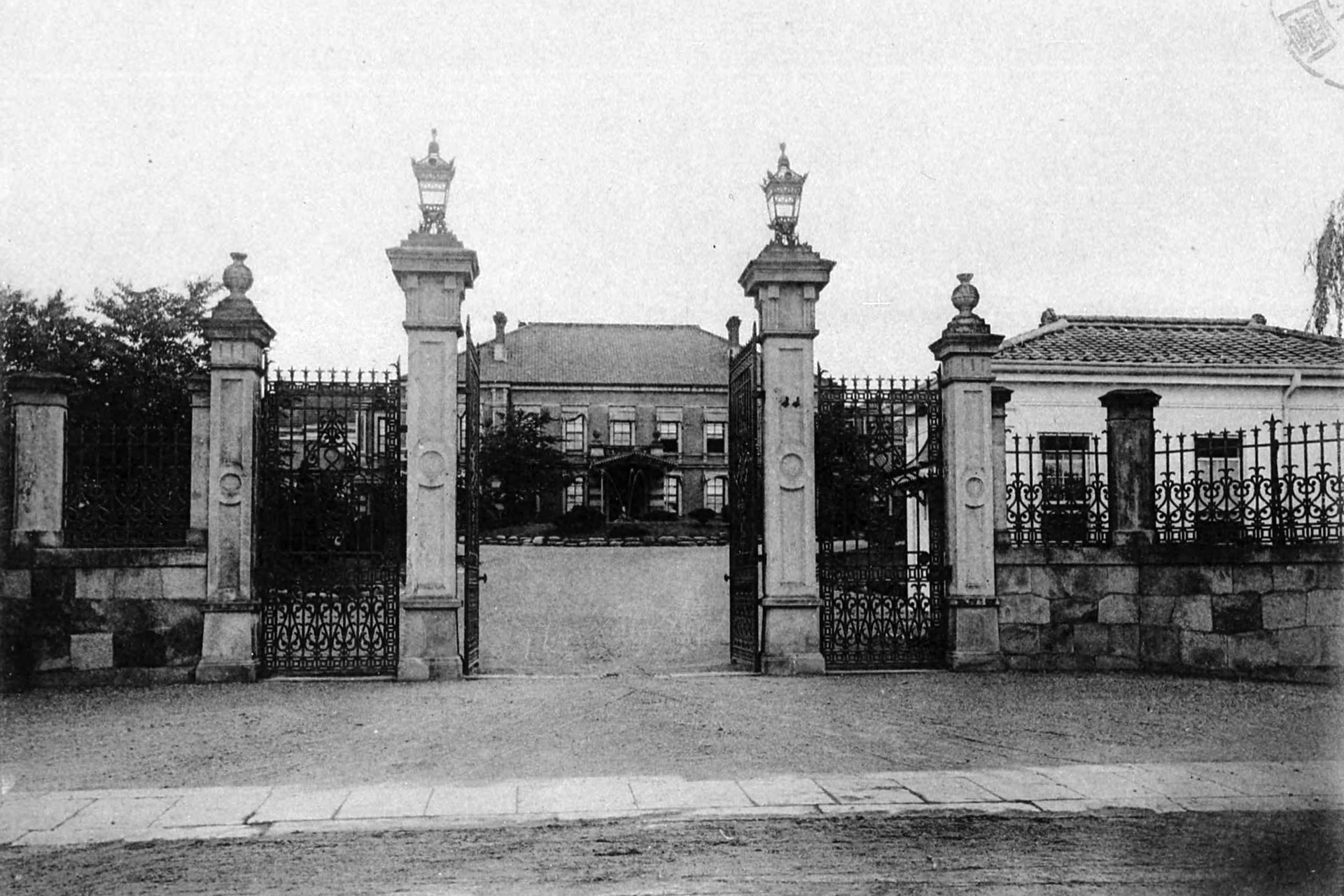
Budynek MSZ ok. 1893 r.

## Ministrowie spraw zagranicznych Japonii od 1885
- 1885-1887 – Kaoru Inoue
- 1887-1888 – Hirobumi Itō
- 1888-1889 – Shigenobu Ōkuma
- 1889-1891 – Shūzō Aoki
- 1891-1892 – Takeaki Enomoto
- 1892-1895 – Munemitsu Mutsu
- 1895-1896 – Kinmochi Saionji
- 1896-1896 – Munemitsu Mutsu
- 1896-1896 – Kinmochi Saionji
- 1896-1897 – Shigenobu Ōkuma
- 1897-1898 – Tokujirō Nishi
- 1898-1898 – Shigenobu Ōkuma
- 1898-1900 – Shūzō Aoki
- 1900-1901 – Taka’aki Katō
- 1901-1901 – Arasuke Sone
- 1901-1905 – Jutarō Komura
- 1905-1905 – Tarō Katsura
- 1905-1905 – Jutarō Komura
- 1905-1906 – Tarō Katsura
- 1906-1906 – Jutarō Komura
- 1906-1906 – Taka’aki Katō
- 1906-1906 – Kinmochi Saionji
- 1906-1906 – Tadasu Hayashi
- 1906-1906 – Kinmochi Saionji
- 1906-1908 – Tadasu Hayashi
- 1908-1908 – Masatake Terauchi
- 1908-1911 – Jutarō Komura
- 1911-1912 – Yasuya Uchida
- 1912-1913 – Tarō Katsura
- 1913-1913 – Taka’aki Katō
- 1913-1914 – Nobuaki Makino
- 1914-1915 – Taka’aki Katō
- 1915-1915 – Shigenobu Ōkuma
- 1915-1916 – Kikujirō Ishi’i
- 1916-1916 – Masatake Terauchi
- 1916-1918 – Ichirō Motono
- 1918-1918 – Shimpei Gotō
- 1918-1923 – Yasuya Uchida
- 1923-1923 – Gonbee Yamamoto
- 1923-1924 – Hikokichi Ijūin
- 1924-1924 – Keishirō Matsui
- 1924-1927 – Kijūrō Shidehara
- 1927-1929 – Gi’ichi Tanaka
- 1929-1931 – Kijūrō Shidehara
- 1931-1932 – Tsuyoshi Inukai
- 1932-1932 – Kenkichi Yoshizawa
- 1932-1932 – Makoto Saitō
- 1932-1933 – Yasuya Uchida
- 1933-1936 – Kōki Hirota
- 1936-1937 – Hachirō Arita
- 1937-1937 – Senjūrō Hayashi
- 1937-1937 – Naotake Satō
- 1937-1938 – Kōki Hirota
- 1938-1938 – Kazushige Ugaki
- 1938-1939 – Hachirō Arita
- 1939-1939 – Nobuyuki Abe
- 1939-1940 – Kichisaburō Nomura
- 1940-1940 – Hachirō Arita
- 1940-1941 – Yōsuke Matsuoka
- 1941-1941 – Teijirō Toyoda
- 1941-1942 – Shigenori Tōgō
- 1942-1942 – Hideki Tōjō
- 1942-1943 – Masayuki Tani
- 1943-1945 – Mamoru Shigemitsu
- 1945-1945 – Kantarō Suzuki
- 1945-1945 – Shigenori Tōgō
- 1945-1945 – Mamoru Shigemitsu
- 1945-1947 – Shigeru Yoshida
- 1947-1948 – Hitoshi Ashida
- 1948-1952 – Shigeru Yoshida
- 1952-1954 – Katsuo Okazaki
- 1954-1956 – Mamoru Shigemitsu
- 1956-1957 – Nobusuke Kishi
- 1957-1960 – Ai’ichirō Fujiyama
- 1960-1962 – Zentarō Kosaka
- 1962-1964 – Masayoshi Ōhira
- 1964-1966 – Etsusaburō Shiina
- 1966-1968 – Takeo Miki
- 1968-1968 – Eisaku Satō
- 1968-1971 – Ki’ichi Aichi
- 1971-1972 – Takeo Fukuda
- 1972-1974 – Masayoshi Ōhira
- 1974-1974 – Toshio Kimura
- 1974-1976 – Ki’ichi Miyazawa
- 1976-1976 – Zentarō Kosaka
- 1976-1977 – I’ichirō Hatoyama
- 1977-1979 – Sunao Sonoda
- 1979-1980 – Saburō Okita
- 1980-1981 – Masayoshi Itō
- 1981-1981 – Sunao Sonoda
- 1981-1982 – Yoshio Sakurauchi
- 1982-1986 – Shintarō Abe
- 1986-1987 – Tadashi Kuranari
- 1987-1989 – Sōsuke Uno
- 1989-1989 – Hiroshi Mitsuzuka
- 1989-1991 – Tarō Nakayama
- 1991-1993 – Michio Watanabe
- 1993-1993 – Kabun Muto
- 1993-1994 – Tsutomu Hata
- 1994-1994 – Kōji Kakizawa
- 1994-1996 – Yōhei Kōno
- 1996-1997 – Yukihiko Ikeda
- 1997-1998 – Keizō Obuchi
- 1998-1999 – Masahiko Kōmura
- 1999-2001 – Yōhei Kōno
- 2001-2002 – Makiko Tanaka
- 2002-2002 – Jun’ichirō Koizumi
- 2002-2004 – Yoriko Kawaguchi
- 2004-2005 – Nobutaka Machimura
- 2005-2007 – Tarō Asō
- 2007-2007 – Nobutaka Machimura
- 2007-2008 – Masahiko Kōmura
- 2008-2009 – Hirofumi Nakasone
- 2009-2010 – Katsuya Okada
- 2010-2011 – Seiji Maehara
- 2011-2011 – Yukio Edano (p.o.)
- 2011-2011 – Takeaki Matsumoto
- 2011-2012 – Kōichirō Genba
- 2012-2017 – Fumio Kishida
- 2017-2019 – Tarō Kōno
- 2019-2021 – Toshimitsu Motegi
- 2021-2021	– Fumio Kishida
- 2021-2023 – Yoshimasa Hayashi
- 2023-2024 –Yōko Kamikawa
- 2024-     – Takeshi Iwaya